# Johannes Geelkerken

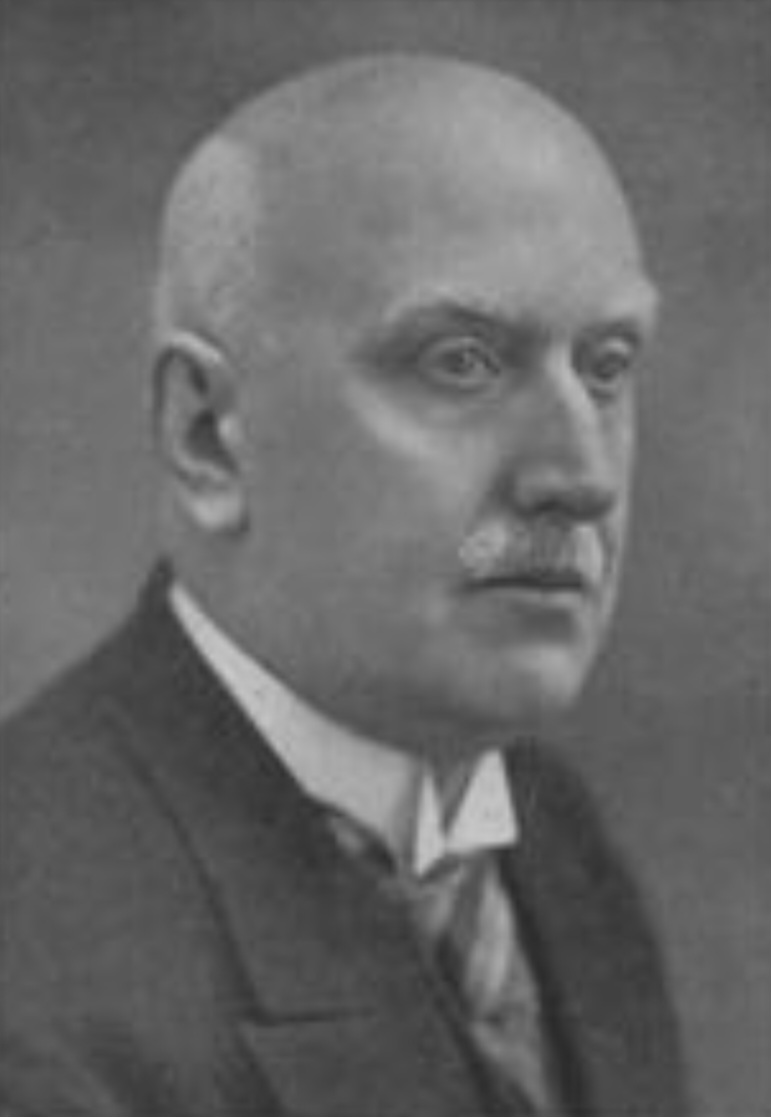
Johannes Geelkerken (ongedateerd voor 1938)

Johannes Gerardus Geelkerken (Alkmaar, 13 juni 1879 - Amsterdam, 3 februari 1960) was een Nederlandse theoloog en predikant.
Als student aan de Vrije Universiteit van Amsterdam was Geelkerken een leerling van Abraham Kuyper en Herman Bavinck. In zijn studententijd werd hij lid van de Oratorische Vereeniging I.V.M.B.O., een dispuut verbonden aan het Studentencorps aan de Vrije Universiteit. In 1909 promoveerde hij op het proefschrift De empirische godsdienstpsychologie.
Geelkerken was achtereenvolgens predikant van:
- de Gereformeerde Kerk te Epe (1911-1915)
- de Gereformeerde Kerk te Amsterdam (1915-1926)
- de Gereformeerde Kerk in Hersteld Verband te Amsterdam (1926-1946)

In 1920 kwam ds. Geelkerken voor het eerst in conflict met de Gereformeerde Synode. Die had in Leeuwarden een 'getuigenis' doen uitgaan, waarin de hoop werd uitgesproken "... dat wij onszelven onbesmet zullen bewaren van de wereld en van den geest, die nu werkt in de kinderen der ongehoorzaamheid", waarin gewaarschuwd werd tegen de "schandelijke praktijken" van het neomalthusianisme en waarin gewezen werd op de gevaren van toneel, dans en kaartspel.
Het getuigenis werd op zondag 3 september 1920 vanaf de kansels voorgelezen, ook door Geelkerken. Aansluitend gaf hij zijn oordeel over het schrijven: "Het is jammerlijk eenzijdig om in onzen dag de wereld, de menschheid niet anders te zien dan als een samenknoopsel van enkel dwaling en ketterij, leerverbastering en sectewezen, afval in het belijden en afwijking in den wandel, goddeloosheid en onzedelijkheid, vijandschap en zinnenlust, ongodisterij en opstandigheid. Nog eens, het is een jammerlijk eenzijdige visie op onzen tegenwoordigen toestand."

## Kwestie-Geelkerken
Geelkerken plaatste ook vraagtekens bij de streng-orthodoxe Bijbelbeschouwing binnen de toenmalige Gereformeerde Kerken. Dit leidde tot een conflict over het paradijsverhaal (Bijbelboek Genesis). In zijn preek op zondag 23 maart 1924 had Geelkerken gezegd dat voor het verhaal over de slang en de vrucht meerdere verklaringen mogelijk waren, maar dat de tekst de historische gebeurtenis van de zondeval weergaf. Een gemeentelid, "broeder Marinus", diende een klacht in bij de kerkeraad, die in september 1924 ongegrond werd verklaard. Maar in hoger beroep bij de Gereformeerde Classis werd Geelkerken op 11 maart 1926 geschorst en de zaak werd voor de Synode gebracht.
De kwestie kwam op de Synode van Assen (Zuiderkerk, 1926) aan de orde. Geelkerken weigerde zijn handtekening te zetten onder de synodale uitspraak dat iedere andere dan de letterlijke opvatting van het verhaal van de zondeval in strijd was met de Nederlandse Geloofsbelijdenis. Hij werd met nog een aantal predikanten, die zijn kant gekozen hadden, geschorst en afgezet, waardoor een aantal kerken buiten het verband van de Gereformeerde Kerken kwam te staan. Zij sloten zich aaneen tot de Gereformeerde Kerken in Hersteld Verband.
Kort nadat het Hersteld Verband werd opgenomen in de Nederlandse Hervormde Kerk (1946) ging Geelkerken met emeritaat.
Van 1925 tot 1940 gaf Geelkerken het gereformeerde weekblad Woord en geest uit.